# Бланка Наваррская (графиня Шампани)
Бла́нка Нава́ррская (фр. Blanche de Navarre, исп. Blanca de Navarra; 1177 — 13 марта 1229) — графиня Шампани, жена графа Тибо III Шампанского, затем регент Шампани и регент королевства Наварра.

## Семья
Бланка была младшей дочерью короля Санчо VI Наваррского и Санчи Кастильской, умершей через два года после рождения Бланки. По материнской линии она была внучкой Альфонсо VII Кастильского и Беренгелы Барселонской. Её старший брат, Санчо VII Наваррский, унаследовал от отца Наварру и был последним представителем рода Хименесов на троне Наварры, поскольку умер бездетным. Её брат Рамиро был епископом Памплоны, а старшая сестра Беренгария Наваррская стала женой Ричарда I Львиное Сердце.

## Жизнь

### Регентство
Бланка вышла замуж за графа Тибо III Шампанского 1 июля 1199 года в Шартре. Невесте было 22 года, жениху — 20. Тем не менее, Тибо III умер молодым 24 мая 1201 года во время подготовки к Четвертому крестовому походу, оставив Бланку на последнем месяце беременности. Бланка поспешила в Санс, где находился король Филипп II Август, которому она принесла вассальную присягу как пфальцграфиня Труа. Также были принесены оммажи архиепископу Реймса Гийому (дядя покойного Тибо III) и герцогу Бургундскому Эду III и приняты присяги крупнейших вассалов, включая Людовика I графа Блуа и Шартра и Гильома I графа Сансера (двоюродные братья Тибо III). Таким образом Бланка, получив признание от главных действующих лиц, закрепила Шампань за собой и своими детьми, которые получили протекцию короля Франции. Кроме того было утверждено вступление Бланки во владение вдовьей долей (Эперне, Вертю, Сезанн, Шантeмерль, Пон-сюр-Сен, Ножан-сюр-Сен и Мери-сюр-Сен). Со своей стороны Бланка обещала не вступать в брак без санкции короля и передавала королю во временное пользование два пограничных замка Бре-сюр-Сен и Монтро-Фот-Йон.
Когда она родила сына Тибо (30 мая 1201 года), он сразу же приобрел титул графа Шампанского. Бланка правила графством в качестве регента, пока Тибо не исполнился 21 год. Обстановка в графстве в период регентства была непростой: предшественник и сводный брат графа Тибо III Генрих оставил в наследство большие долги.
Кроме того, наследственные права юного Тибо попытались оспорить дочь Генриха Филиппа и её муж, Эрард I де Бриенн, один из наиболее влиятельных шампанских дворян. Конфликт с Бриеннами вылился в открытую войну в 1215 году, известную как война за шампанское наследство, и прекратился лишь после достижения Тибо IV совершеннолетия в 1222 году. Тибо IV и Бланка выкупили свои наследственные права у Бриеннов за солидную сумму. Бланка также организовала приданое старшей дочери Генриха Алисе Шампанской, выданной за короля Кипра Гуго I. В 1230-х годах, для того, чтобы рассчитаться с Алисой, Тибо IV был вынужден продать свои права на графства Блуа, Сансер и Шатодюн Людовику IX Французскому.
Завершив период своего регентства в 1222 году, Бланка удалилась в цистерцианский монастырь Арженсоль (Argensolles), строительство которого она финансировала.

### Поздние годы
Так как некоторые бароны подозревали Тибо IV в причастности к смерти короля Людовика VIII Французского в ноябре 1226 года, Бланка вместо сына получила приглашение на коронацию Людовика IX.
В какой-то момент Бланка взяла на себя управление королевством Наварра, когда её брат Санчо VII Наваррский решил отойти от дел («El Encerrado»).
Бланка умерла 13 марта 1229 года в возрасте 52 лет.
После её смерти, Санчо VII Наваррский формально оставался королём Наварры, а её сын Тибо IV продолжал править Шампанью. Их старшая сестра, Беренгария Наваррская, вдовствующая королева Англии, умерла в 1232 году, не оставив потомства, оставив бездетного Санчо VII последним потомком королевского рода Наварры. Когда он умер в 1234 году, следующим королём Наварры был признан сын Бланки Тибо IV под именем Тибо IV. Тибо IV был женат дважды при жизни Бланки и имел одну дочь к моменту её смерти, которую также назвали Бланкой. Позднее третья жена Маргарита де Бурбон родила ему шестерых детей, в том числе будущих королей Наварры Теобальдо II и Генриха I, и вопрос наследования был благополучно решен.

### Дети
Бланка родила графу Тибо III двоих детей:
- Мария (1200-?) — хроники упоминают, что на момент смерти её мужа 24 мая 1201 года беременная Бланка имела дочь Марию. Одним из условий договора Бланки с королём Филиппом II, подтверждавшего наследственные права её сына, было то, что Мария должна была отправиться на воспитание в Париж. Дальнейшие известия отсутствуют. Вероятно, умерла в детском возрасте.
- Тибо IV (1201-53) — родился через неделю после смерти отца, унаследовал титул графа Шампанского, а в 1234 году — престол Наварры.